# Radykalny Ruch Uzdrowienia
Radykalny Ruch Uzdrowienia lub Narodowo-Radykalny Ruch Uzdrowienia – polskie ugrupowanie o charakterze narodowo-socjalistycznym i faszystowskim, utworzone przez Józefa Kowala-Lipińskiego 21 sierpnia 1933 w Goduli.

## Historia
W styczniu 1934 RRU podporządkował sobie Konfederację Samopomocy Robotniczej i Zawodowej, a w maju – Centralny Związek Zawodowy Polski, związany z Polską Partią Socjalistyczną dawna Frakcja Rewolucyjna. Partia głosiła hasła nacjonalistyczne, antysemickie, antykapitalistyczne, populistyczne i monarchistyczne. Józef Kowal-Lipiński niekiedy wprost odwoływał się do włoskiego faszyzmu i niemieckiego narodowego socjalizmu stwierdzając, że ich odpowiednikiem jest w Polsce „w znacznie udoskonalonej formie (…) nasz Radykalny Ruch Uzdrowienia”. Z dumą mówił o sobie, że był pierwszym, który „walczył o ruch faszystowski, czyli polski narodowy socjalizm”. Twierdził jednak, że idee RRU są odmienne, ponieważ dostosowane do „rasy słowiańskiej i polskiej duszy”. Ruch rozwijał się dynamicznie skupiając po roku działalności 5 500 członków (głównie na Śląsku, ale też w województwach łódzkim, krakowskim, poznańskim i na Pomorzu). Członkowie ugrupowania nosili mundury oraz formowali się w oddziały paramilitarne. Głównym dowódcą oraz ideologiem całej organizacji był Józef Kowal-Lipiński, który wzorując się na III Rzeszy oraz faszystowskich Włoszech, zaprowadził w RRU system wodzowski. W ugrupowaniu tym poddawano za to faszyzm i hitleryzm krytyce ze względu na ich domniemaną antychrześcijańskość i zainteresowanie neopogaństwem.
Nacjonalizm RRU zakładał asymilację mniejszości narodowych. Postulowano usunięcie Żydów z życia politycznego, gospodarczego, kulturalnego i z urzędów. Z czasem przedstawiciele tej mniejszości mieli zostać zmuszeni do wyjechania z Polski. Taka polityka miała być realizowana w ramach państwa o ustroju zbliżonym do totalitarnego, w którym RRU byłaby monopartią. Program RRU wyłożono wyłożono w broszurze pt. Ideologia, program i światopogląd Narodowo-Radykalnego Ruchu Uzdrowienia.
We wrześniu 1934 władze zakazały działalności RRU w powiatach rybnickim i świętochłowickim, gdzie miał najsilniejsze oparcie. Wobec szykan administracyjnych Kowal-Lipiński zdecydował się rozwiązać Ruch w maju 1935 i odtąd działalność prowadził pod szyldem CZZP. W czerwcu 1937 organizacja została odbudowana pod nazwą Narodowo-Radykalny Ruch Uzdrowienia, ale np. w powiecie rybnickim z 46 oddziałów pozostało 12 skupiających 310 osób. W kwietniu 1938 nawiązał współpracę z Ruchem Narodowo-Państwowym. Organem RRU był dwutygodnik „Front Polski Zbudzonej”.